# Olaf Globočnik
Olaf Globočnik, slovensko-hrvaški slikar, * 14. junij 1904, Ljubljana, † 15. november 1991, Zagreb.
Leta 1926 je diplomiral na Akademiji likovnih umetnosti v Zagrebu in se nato izpopolnjeval v Pragi. Kot likovni pedagog je poučeval na srednjih šolah v Ljubljani, Slavonskem Brodu in v Zagrebu. Bil je član skupine Četrta generacija. Ustvarjal je v akvarelu, gvašu, olju, pastelu in risbi. Pred vojno je slikal v duhu magično občutene nove stvarnosti, predvsem slike zasnovane na lepem videzu in velikih razsežnosti s plastično modeliranimi figurami, podane pretežno v zatemnjenem koloritu (Lotus, Manja, Portret Mihe Maleša, vse 1927); pod vplivom hrvaške skupine Zemlja pa je slikal motive iz vsakdanjega življenja preprostih ljudi. kasneje se je posvetil tudi krajinskemu slikarstvu, tihožitju in veduti.